# Tuwi Bunta
Tuwi Bunta is een bestuurslaag in het regentschap Nagan Raya van de provincie Atjeh, Indonesië. Tuwi Bunta telt 110 inwoners (volkstelling 2010).